# NGC 1917
NGC 1917 је збијено звјездано јато у сазвежђу Златна риба које се налази на NGC листи објеката дубоког неба.
Деклинација објекта је - 68° 59' 54" а ректасцензија 5h 19m 1,2s. Привидна величина (магнитуда) објекта NGC 1917 износи 12,3 а фотографска магнитуда 12,9. NGC 1917 је још познат и под ознакама ESO 56-SC100.